# 丰达凯利-凡蒂纳
丰达凯利-凡蒂纳（義大利語：Fondachelli-Fantina），是意大利西西里大区墨西拿廣域市的一个市镇。总面积41平方公里，人口1114人，人口密度27.2人/平方公里（2009年）。ISTAT代码为083023。

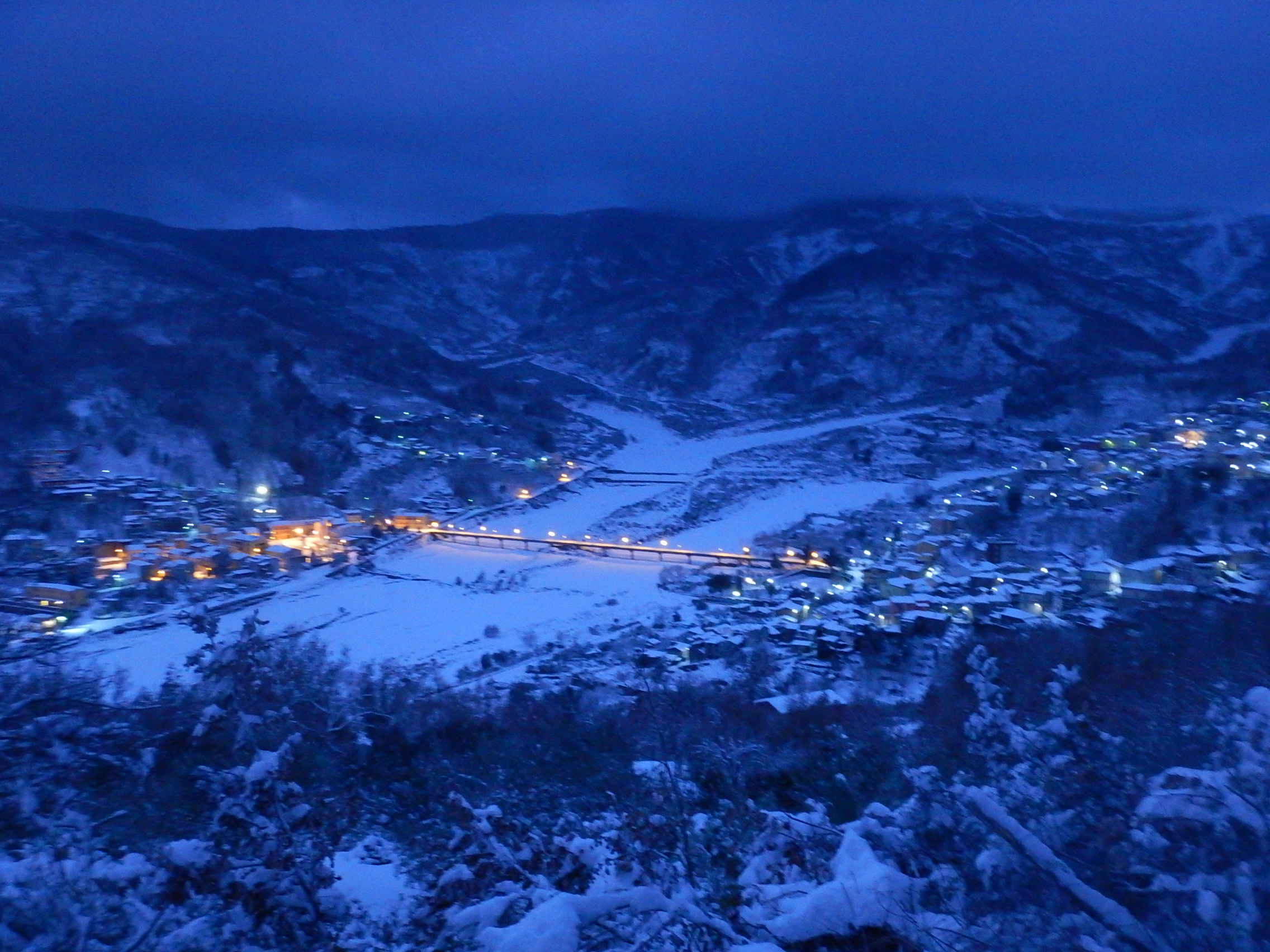
冬季时的丰达凯利-凡蒂纳